# 頂點圖

立方體的頂點圖為正三角形

三角柱的頂點圖是一個等腰三角形。其中等腰三角形的底邊位於三角柱的三角形面，另外兩腰位於正方形面上。為了要方便表達這個頂點圖的性質，我們可以使用頂點佈局符號3.4.4表是，其代表頂點圖的等腰三角形其中一條邊來自來源多面體的三角形、兩條來自來源多面體的正方形。

在幾何學中，頂點圖是一種用於描述幾何圖形之頂角特性的方式，大致上是將一個幾何圖形角被切去時所露出的形狀。

## 定義
先從多面體上選一個頂點，將該頂點的連出去的邊所連接到的頂點標記起來，將這些標記跨越相鄰面連接起來，這些線形成完整的一周，也就是一個環繞著該頂點的多邊形，這個多邊形即為該多面體的頂點圖。

## 正幾何圖形

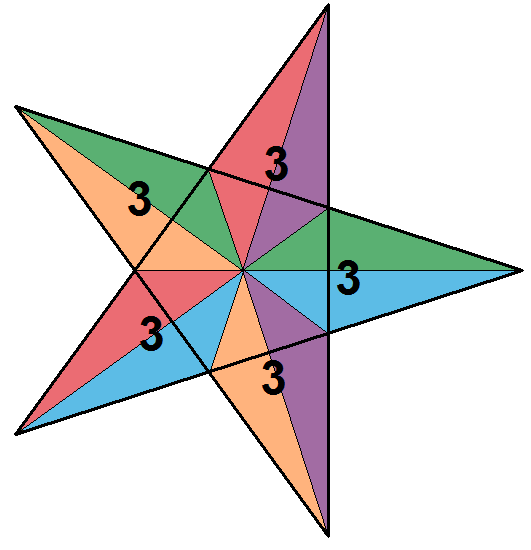
大二十面體的頂點圖是五角星，可以用施萊夫利符號計為{5/2}

若一個幾何圖形是正圖形，其本身、胞和頂點圖就都能夠使用施萊夫利符號表示。
正圖形的施萊夫利符號一般會寫成 {a,b,c,...,y,z} 的形式，胞為 {a,b,c,...,y}，頂點圖則可以表示為 {b,c,...,y,z}。
1. 正多面體在施萊夫利符號中計為{p,q}，其頂點圖就是一個正q邊形，在施萊夫利符號中計為{q}。
  - 舉例來說，立方體在施萊夫利符號中計為 {4,3}，其頂點圖是正三角形，在施萊夫利符號中計為 {3}。
2. 四維正圖形（英语：regular 4-polytope）或三維空間填充在施萊夫利符號中計為{p,q,r}，其頂點圖在施萊夫利符號中就計為{q,r}.
  - 舉例來說，超立方體在施萊夫利符號中計為{4,3,3}，其頂點圖是正四面體，在施萊夫利符號中計為{3,3}。
  - 同樣的，立方體堆砌的施萊夫利符號為{4,3,4}，其頂點圖是施萊夫利符號計為{3,4}的正八面體。

## 範例

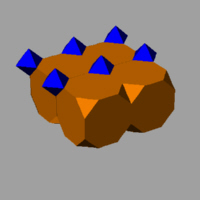
部分的截角立方體堆砌

以截角立方體堆砌為例，其頂點圖為一個非正的四角錐。
| 頂點圖：不規則四角錐           | 施萊格爾圖 | 透視圖 |
| 八面體的正方形頂點圖           | (3.3.3.3)  |        |
| 四個來自截角立方體的等腰三角形 | (3.8.8)    |        |

## 稜圖

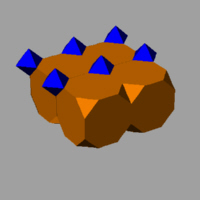
截角立方體堆砌有兩種稜的角，其中一種是4個截角立方體的公共稜，另一種是1個正八面體和兩個截角立方體的公共稜。可以以2個稜圖來表示，也就是說其頂點圖的頂點圖有兩種可能。

稜圖是頂點圖的頂點圖，可用於描述幾何圖形稜的角（在三維空間中可理解為二面角）的特性。
往更高的維度推廣，還有面圖、胞圖，面圖用於描述幾何圖形的四維面與面的交角，可以理解為堆砌體中，面與面接合的部分，雖然三維的面與面交會的部分都是平角，但到四維空間就可以存在角度，類似二面角那樣，到五維空間就會需要類似頂點圖的面圖來描述其結構（類似於正多邊形鑲嵌的多邊形與多邊形棱的交會部分，因為是在平面上，因此這個二面角當然會是平角，但到了三維空間，這種角就會出現角度、四維以上就會有不止兩個圖形交會於此，因此需要棱圖來描述）。其他更高維度還有胞圖、n維胞圖等。
依此概念繼續推廣還有面圖、胞圖......以此類推。他們用來描述高維度的幾何體對應元素的結構。

## 外部連結
- 埃里克·韦斯坦因. . MathWorld.
- Olshevsky, George, Vertex figure at Glossary for Hyperspace.
- 頂點圖 （页面存档备份，存于） （英文）
- Consistent Vertex Descriptions